# Choeromorpha vivesi
Choeromorpha vivesi là một loài bọ cánh cứng trong họ Cerambycidae.